# シャイヤー
シャイヤー（Shire）は、馬の品種の1つ。重種に分類される。非常に大型の馬体と強い力、脚のふさふさ（距毛）が特徴。気性は大変おとなしく鈍重。原産国はイギリスで、ノルマン・コンクエストによって持ち込まれたヨーロッパ大陸の大型馬に由来する。
体高（肩までの高さ）は18ハンド（約183cm）が平均的、体重1トンを超える事も珍しくない。かつては10馬力を遙かに超える力の強さを生かして挽き馬として使われていたが、20世紀に進んだ農業の機械化によって絶滅の危機に瀕した。現在は保護活動もあり再び増加傾向にある。